# Bunaeopsis
Bunaeopsis is een geslacht van vlinders van de familie nachtpauwogen (Saturniidae), uit de onderfamilie Saturniinae.

## Soorten
- B. angolana (Le Cerf, 1918)
- B. annabellae Lemaire & Rougeot, 1975
- B. ansorgei Rothschild, 1898
- B. arabella (Aurivillius, 1893)
- B. aurantiaca (Rothschild, 1895)
- B. birbiri Bouvier, 1929
- B. bomfordi Pinhey, 1962
- B. clementi Lemaire & Rougeot, 1975
- B. chromata Darge, 2003
- B. dido (Maassen & Weymer, 1881)
- B. ferruginea (Bouvier, 1927)
- B. fervida Darge, 2003
- B. francottei Darge, 1992
- B. hersilia (Westwood, 1849)
- B. hersilioides Fleury., 1924
- B. jacksoni (Jordan, 1908)
- B. licharbas (Maassen & Weyding, 1885)
- B. lueboensis Bouvier, 1931
- B. maasseni (Strand, 1911)
- B. macrophthalma (Kirby, 1881)
- B. macrophthalmus Kirby, 1881
- B. oubie (Guérin-Méneville, 1849)
- B. phidias (Weymer, 1909)
- B. princeps (Le Cerf, 1918)
- B. rendalli (Rothschild, 1897)
- B. rothschildi (Le Cerf, 1911)
- B. saffronica Pinhey, 1972
- B. scheveniana Lemaire & Rougeot, 1974
- B. schoenheiti (Wichgraff, 1914)
- B. terrali Darge, 1993
- B. thyene (Weymer, 1896)
- B. vau (Fawcett, 1915)
- B. zaddachii Dewitz, 1879